# 불릿 (타이포그래피)
불릿(• , 영어: bullet)은 텍스트 앞에 주의를 끌기 위해 붙이는 기호이다. 문장상 불릿은 한국어 어법에 맞지 않아 한국어에서는 거의 쓰이지 않는 것이 일반화되어 있다. 다만 일본어로 구성된 불릿 문장은 대개 기계 번역을 취급하고 있어, 이런 형태의 문장은 절대로 사용하면 안된다. 따라서 이 문장 대신 가운뎃점(·)이나 슬래시(/) 등으로 대신하여 쓴다. 빗금 문장 같은 경우 올레 TV의 공지사항에서는 불릿, 가운뎃점 등을 대체하는 사례가 있는 등 이런 형태의 문구는 거의 활용하지 않는다고 보면 된다.

## 사용 예시
예시:
불릿을 얼마나 자주 어느 곳에 사용합니까?
- 기술 문서 작성
- 참고 문헌
- 비고
- 발표
- 목록

다음과 같이 숫자 있는 목록을 대신 사용할 수도 있다:
1. 기술 문서 작성
2. 참고 문헌
3. 비고
4. 발표
5. 목록

## 유니코드
- U+2022 • bullet (HTML: &#8226; &bull;)
- U+2023 ‣ triangular bullet (HTML: &#8227;)
- U+2043 ⁃ hyphen bullet (HTML: &#8259;)
- U+204C ⁌ black leftwards bullet (HTML: &#8268;)
- U+204D ⁍ black rightwards bullet (HTML: &#8269;)
- U+2219 ∙ bullet operator (HTML: &#8729;)
- U+25CB ○ white circle (HTML: &#9675;)
- U+25D8 ◘ inverse bullet (HTML: &#9688;)
- U+25E6 ◦ white bullet (HTML: &#9702;)
- U+2619 ☙ reversed rotated floral heart bullet (HTML: &#9753;)
- U+2765 ❥ rotated heavy black heart bullet (HTML: &#10085;)
- U+2767 ❧ rotated floral heart bullet (HTML: &#10087;)
- U+29BE ⦾ circled white bullet (HTML: &#10686;)
- U+29BF ⦿ circled bullet (HTML: &#10687;)